# Colbertismo
O colbertismo foi criado nos séculos XVI e XVII e é o Mercantilismo característico da política econômica francesa criada por Jean-Baptiste Colbert, o Controlador-Geral das Finanças. O colbertismo é uma variante do mercantilismo que às vezes é visto como sinônimo. É mais um conjunto de práticas econômicas do que uma verdadeira corrente de pensamento econômico.

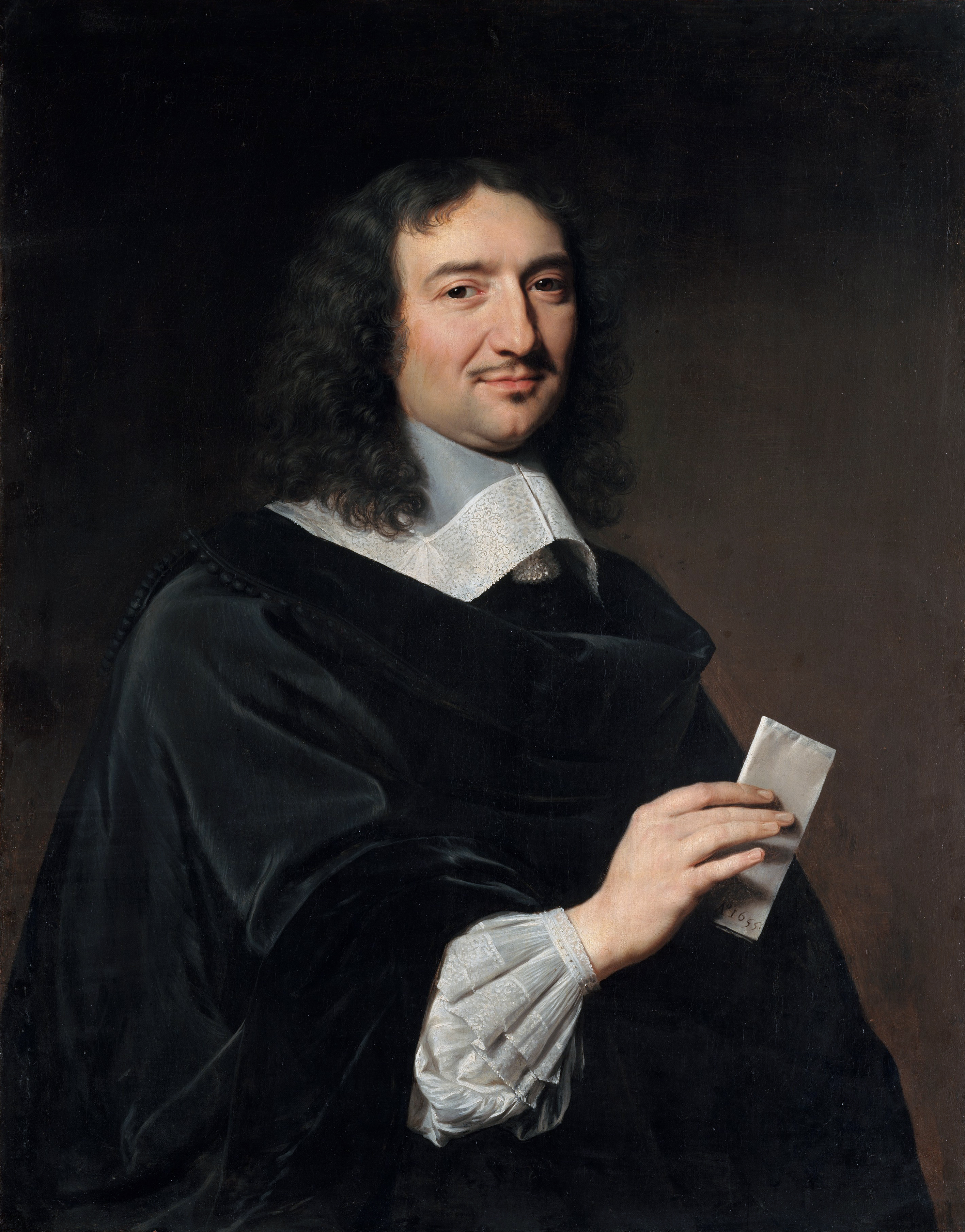
Colbert (1655)

## Características principais
A nível económico e político, o colbertismo é uma doutrina que surgiu no século XVII. É assimilado à doutrina do mercantilismo. Seu nome tem origem em seu criador, Jean-Baptiste Colbert, controlador geral das finanças de Luís XIV. Colbert é quem sistematizou e aplicou essa doutrina na França a partir do final do século XVII. O colbertismo tem suas fontes em um princípio: a influência e a grandeza de um estado são proporcionais aos seus recursos em metais preciosos. O objetivo do Estado deve, portanto, ser obter esses recursos realizando uma política intervencionista e protecionista com o objetivo de controlar todas as atividades econômicas do país e, em particular, o comércio que ultrapassa as fronteiras do Estado. A palavra-chave do colbertismo é, portanto, o desenvolvimento da indústria e do comércio exterior.

## Neocolbertismo
Na França, o termo “neocolbertismo” é usado para se referir ao “dirigismo” que foi a variedade de intervencionismo implementado pelo governo francês após 1945. Este neocolbertismo não procurou acumular riquezas ou subsidiar exportações, mas sim financiar estudos científicos e fazer emergir uma indústria nacional capaz de recriar e manter tanto a infraestrutura quanto uma moderna economia de escala, especialmente promovendo a criação de indústrias que se veem como "campeões nacionais" na medida em que alcançam reconhecimento internacional.